# Plaza Eleuterio Ramírez
La plaza Eleuterio Ramírez es una plaza ubicada en el cerro Cordillera de la ciudad de Valparaíso, Chile. A esta plaza convergen la escalera Cienfuegos, el ascensor Cordillera y la calle Castillo, principal eje de subida al cerro desde la Plaza Echaurren del plan de la ciudad.
Fue implementada en el año 1887 en la antiguamente denominada Plaza del Castillo, llamada así por una antigua fortificación que se ubicaba en sus cercanías. Lleva el nombre de Eleuterio Ramírez, héroe de la Guerra del Pacífico.